# MAGA帽

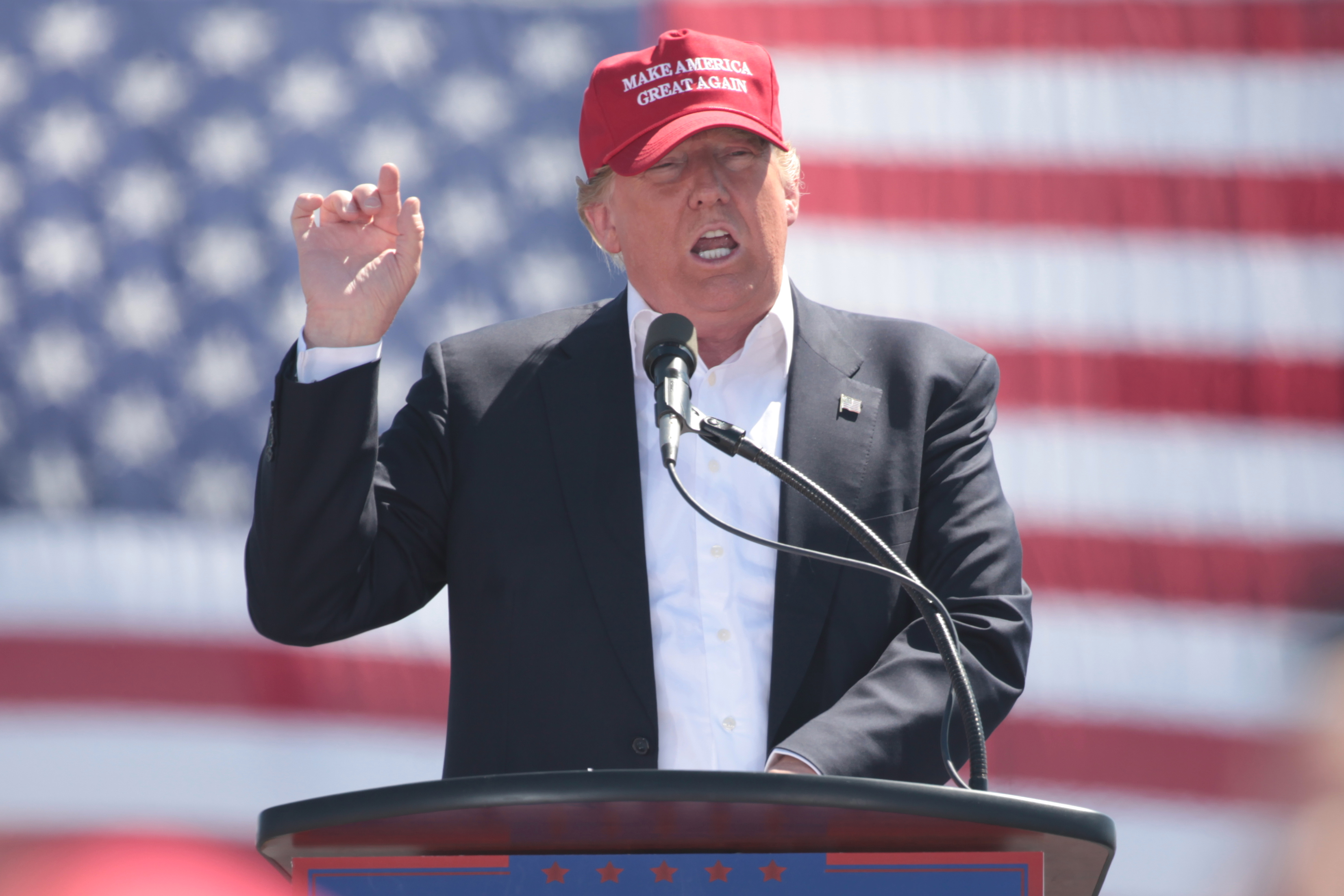
2016年3月19日，特朗普在一次竞选活动中佩戴了MAGA帽

MAGA帽是唐纳德·特朗普2016年竞选美国总统期间推出的一款帽子。该款帽子一般为红色，上面印有用白色大写字母拼写的竞选口号“MAKE AMERICA GREAT AGAIN”（让美国再次伟大）。MAGA帽亦逐渐成为唐纳德·特朗普领导的政治运动MAGA运动成员的归属感象征。

## 历史
该款印有“MAKE AMERICA GREAT AGAIN”口号的红帽于2016年作为唐纳德·特朗普首次总统竞选的服饰推出。由于其红底白字的设计，其作为特朗普支持者团结的象征大获成功。它的使用被拿来与美国其他极右翼党派象征（如邦联旗）作比较。大部分的MAGA帽产地来自中国，一顶的出厂价为1美元，但卖到客户手中的价格可达20美元。而在美国亦有产自越南、印尼、孟加拉和墨西哥的MAGA帽在市场流通。
MAGA帽有时会被非特朗普支持者所佩戴。在2024年9月的911纪念活动中，乔·拜登总统暂时戴上了这顶帽子，以强调当天的团结主题。

## 争议
由于MAGA帽被视为特朗普主义身份的外在象征，因此在公共场合戴上“让美国再次伟大”帽子通常被认为是一种煽动行为。2019年1月，一群戴着MAGA帽的高中生与奥马哈部落领袖内森·菲利普斯发生了一场备受瞩目的对峙，这顶帽子因此而声名狼藉。由于该事件被认为具有种族主义性质，女演员兼活动家艾莉莎·米兰诺将这顶帽子比作三K党的头巾。
另外在美国，有前教师戴MAGA帽去授课，并表示遭到学校员工的言语骚扰和报复。2022年12月29日，美国联邦第九巡回上诉法院在华盛顿州温哥华裁定，根据美国宪法第一修正案，佩戴MAGA帽受该法保护。
在2024年特朗普竞选美国总统活动期间，有数次因佩戴MAGA帽引发争议的事件。2024年10月26日，一位紐澤西州女子前往票站提前投票時，身着支持川普的上衣，同时佩戴有MAGA帽，違反紐澤西州「不得穿戴可識別支持或反對任一候選人」的規定，被默瑟郡選委會主席吉尔·莫耶要求摘帽并建议用外套遮住上衣。该女子随即脱下上衣并辱骂工作人员，莫耶见此情况后随即报警。此事件的视频亦在网络流传，特朗普的副手、共和党副总统候选人J·D·万斯称赞该女子「真是個愛國者」。10月28日，英国航空由倫敦希斯路機場飛往德州的客機上，一名乘客要求另一乘客脱下MAGA帽引发争执，导致航班延誤約2小時，涉事的两名乘客被带走。